# Josef-Effner-Gymnasium Dachau
Das Josef-Effner-Gymnasium Dachau (JEG) ist ein naturwissenschaftlich-technologisches und sprachliches Gymnasium in Dachau mit etwa 1500 Schülern. Die Schule wurde nach dem Architekten Joseph Effner benannt.

## Schulleben

### Maßnahmen aufgrund steigender Schülerzahlen und Einführung des G8
Schon seit Beginn des 21. Jahrhunderts kämpft das Gymnasium und der Landkreis Dachau mit steigenden Schülerzahlen, die 2008 mit 1530 Schülern einen neuen Höchststand erreichten. 2011 eröffnete die Schule wegen der herrschenden Raumnot eine Außenstelle in der nahegelegenen Steinstraße. Dort war bisher die Realschule Dachau untergebracht, die – ebenfalls aus Platzmangel – in einen größeren Neubau umzog. In der neuen Außenstelle werden je drei Klassen der 5., 6., 7. und 8. Klasse ganztags unterrichtet.
Auch musste durch die hohe Schülerzahl, den Lehrermangel und die Einführung des achtjährigen Gymnasiums die noch vor einigen Jahren relativ große Auswahl an Wahlfächern besonders im sportlichen Bereich stark eingeschränkt werden. Die Sporthalle des JEG wird außerdem an einigen Abenden vom ASV Dachau genutzt.
Um die Mittagsversorgung zu sichern, wurde im Zuge der Generalsanierung im ehemaligen Tagesheim eine Essensausgabe eingerichtet, die von der Caritas mit Speisen beliefert wird.
Im Schuljahr 2016/17 wurde die Mensa komplett renoviert. Heute befindet sich das CampusCafé im Effner.

### Schülerzeitung
In unregelmäßigen Abständen wird die Schülerzeitung des JEG, ENTE, herausgegeben, die mit Interviews und Stilblüten aufwartet. Sie gewann beim Schülerzeitungswettbewerb des Kultusministeriums, der Süddeutschen Zeitung und der HypoVereinsbank einen Sonderpreis für Humor und Satire. Im Jahr 2008 feierte die ENTE ihr 30-jähriges Bestehen.

### Schüleraustausch
Für Schüler der neunten Jahrgangsstufe existiert ein rund eineinhalbwöchiger Austausch mit der St. Peter’s Collegiate School in Wolverhampton, während die 8.-Klässler an einem Frankreichaustausch nach La Rochelle teilnehmen.
Schüler der 11. Jahrgangsstufe haben die Wahl, an einem Amerika-, Australien- oder Frankreichaustausch verschiedener Dauer teilzunehmen, wobei der Amerika- und Australienaustausch nur alle zwei Jahre stattfindet.

## Gelände und Gebäude

### Gelände
Das Gelände des Gymnasiums ist erst durch die Amperbegradigung im 19. Jahrhundert bebaubar geworden. Seit dem Ersten Weltkrieg begann in den umliegenden Gemeinden eine starke Bebauungstätigkeit einzusetzen. In der Gemeinde Augustenfeld wurde Unteraugustenfeld stark besiedelt und in Polln verdichtet. Dazwischen wurden die Hackenänger bebaut, die zum Markt bzw. zur Stadt Dachau gehörten. Weiteren Zuzug gab es in die in den Gemeinden Prittlbach und Etzenhausen gelegenen Werksiedlungen und Baracken der Deutschen Werke, die nach der Schließung dieser frei vermietet und ab 1933 von Angehörigen der SS genutzt wurden. Mit der Eingemeindung dieser Gebiete in die Stadt Dachau 1939 begannen Planungen, eine neue Volksschule Dachau-Ost auf dem heutigen Gelände des Gymnasiums zu bauen. Aufgrund des Zweiten Weltkrieges wurden die Planungen nicht realisiert. Die neue Volksschule Dachau-Ost entstand nach dem Krieg im Zentrum der neuen Vertriebenensiedlungen östlich der genannten Gebiete. Deshalb bot sich dieses Gelände an, als das Gymnasium Dachau dringend neue Räumlichkeiten benötigte.

### Gebäude und Architektur
Das Gebäude wurde 1974 nach Plänen von Behnisch & Partner errichtet, die auch das Münchner Olympiastadion entworfen hatten. Die Fassaden bestehen überwiegend aus bruchsicherem Glas. Innerhalb und außerhalb des Gebäudes stützen runde Betonsäulen die beiden Obergeschosse, die split-level-weise aufgeteilt sind. Beide Obergeschosse sind in jeweils vier Trakte untergliedert, die wiederum fünf bis acht Klassenzimmer enthalten. So ergibt sich auch die Raumnummerierung: Die erste Ziffer bezeichnet das Stockwerk, die zweite den Trakt und die dritte Nummer das Zimmer, so dass beispielsweise 246 sich im zweiten Stock und dort im vierten Trakt befindet.
Im Erdgeschoss befinden sich die Lehrsäle für Biologie, Physik und Chemie, die Schulverwaltung und andere diverse Flächen wie die Aula, der Kiosk und das Tages-/Freizeitheim. Auch hier untergebracht sind die drei Musiksäle und die Kunst- und Handarbeitsräume.
Die Turnhalle ist separat östlich des Hauptgebäudes angeordnet. Sie kann mit Hilfe von weißen Trennwänden in drei Teilhallen aufgeteilt werden. Über dem neben der Turnhalle angeordneten Geräteraum befinden sich sechs Umkleidekabinen. Außerdem verfügt das Schulgelände über einen seit 2012 renovierten Sportplatz.

### Benutzung des Realschulgebäudes
Seit dem Schuljahr 2012/13 benutzt das Josef-Effner-Gymnasium das angrenzende ehemalige Gebäude der Realschule Dachau, welches nun den Ganztagszweig der Schule beherbergt. Schüler, die diese Schule besuchen, haben bis 16 Uhr Unterricht, weswegen sie keine Hausaufgaben bekommen. Der Unterricht wird durch zwei 15-minütige und eine 1.30 Minuten  lange Pause unterbrochen. Das etwas ältere Gebäude wird im Schuljahr 2018/19 neu gestrichen, und die Fenster werden wegen Asbesthaltigkeit  ausgetauscht.